# Oglasa costiplaga
Oglasa costiplaga är en fjärilsart som beskrevs av Max Wilhelm Karl Draudt 1950. Oglasa costiplaga ingår i släktet Oglasa och familjen nattflyn. Inga underarter finns listade i Catalogue of Life.